# Psicomaquia

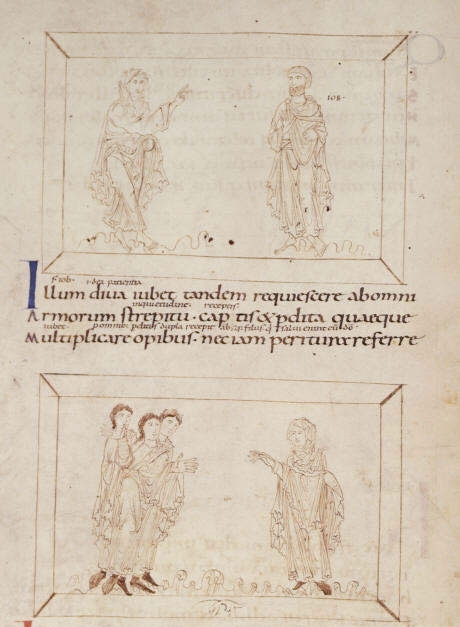
Manuscrito do século XI da Psicomaquia conservado na Biblioteca Britânica (MS 24199).

Psicomaquia, em latim Psychomachia (Batalha da alma) é um poema do escritor latino cristão Prudêncio (348–c.410) que apresenta lutas alegóricas entre as virtudes e os vícios. 
Psychomachia contém aproximadamente 1000 versos, nos quais as virtudes relacionadas à fé cristã são atacadas e vencem os vícios relacionados ao paganismo. O poema de Prudêncio é um dos pontos altos da literatura latina cristã e a ideia da personificação dos vícios e virtudes influenciou muito a literatura da Idade Média. A ausência da Psicomaquia das obras mencionadas como suas pelo próprio Prudêncio na sua Prefatio, datada de 405, permitem pensar que o poema foi escrito depois desta data.

## Poema
O nome Psicomaquia deriva do grego antigo psyche ("alma") e mache ("luta"). A primeira palavra pode ser entendida como um genitivo relacionado ao objeto ou o sujeito do combate, ou seja, a alma pode ser tanto o ente que luta como o cenário em que ocorre a luta.
A obra está dividida em duas partes, um Prefácio e o poema propriamente dito. O prefácio está composto por 68 versos jâmbicos em que Prudêncio invoca passagens do Velho Testamento relacionados à história de Abraão, Sara e Ló.
A segunda parte está composta por 915 versos hexâmetros e começa com uma invocação a Cristo, seguida dos combates entre os vícios e as virtudes, representadas como alegorias femininas. Os combates são sete em total:
| Latim | Português |
| --- | --- |
| Fides vs. Veterum Cultura Deorum Pudicitia vs. Sodomita Libido Patientia vs. Ira Mens Humilis et Spes vs. Superbia et Fraus Sobrietas vs. Luxuria Ratio et Operatio vs. Avaritia Concordia et Fides vs. Discordia cognomento Haeresis | A Fé contra o Paganismo e a Idolatria A Castidade contra a Luxúria A Paciência contra a Ira A Humildade e a Esperança contra o Orgulho e o Engano A Temperança contra a Libertinagem A Razão e a Caridade contra a Avareza A Unidade e a Fé contra a Discórdia chamada Heresia |

Os últimos versos (após o verso 725) descrevem a construção do Templo da Alma, no qual a Sabedoria reina sobre as outras virtudes.
Estilisticamente, a obra é próxima à de poetas pagãos como Virgílio. De fato, uma inspiração na Eneida e já evidente no primeiro verso da Psicomaquia: "Christe, graves hominum semper miserate labores" ("Cristo, que sempre se apiada do sofrimento dos homens") estabelece um paralelo cristão com a invocação de Eneias ao deus Apolo: "Phoebe, gravis Troiae semper miserate labores" ("Oh Febo, que sempre se apiada do sofrimento de Troia"). Também as cenas das batalhas entre vícios e virtudes, muito sangrentas, são inspiradas na literatura épica pagã.

## Influência
A Psicomaquia foi uma obra extremamente popular na Idade Média, como evidenciado pelos mais de 300 manuscritos preservados do poema, alguns dos quais com ilustrações dos combates entre as virtudes e os vícios. O mais antigo manuscrito data do século VI e contém a obra completa. 
É sabido que autores como Sidônio Apolinário, Isidoro de Sevilha, Ávito e Gregório de Tours estavam familiarizados com a obra de Prudêncio. Por outro lado, partes da Psicomaquia foram comentadas (glosadas) por eruditos medievais.
A personificação das virtudes e vícios presente na Psicomaquia tornou-se um motivo popular na literatura medieval, como por exemplo no poema francês do século XIII Romance da Rosa e em grandes autores como Dante. A influência das alegorias de Prudêncio também fizeram-se sentir na escultura e na pintura ao longo da Idade Média, Renascença e Barroco. 